# Ніжний вітер. Ясний ранок
«Ніжний вітер. Ясний ранок» (яп. 凱風快晴, Gaifū kaisei, буквально: Південний вітер, чисте небо), також відомий як Червона Фудзі, — дереворит японського художника Кацусіки Хокусая (1760—1849), частина його тридцяти шести Видів на гору Фудзі з серії 1830—1832 рр. Робота була описана як «одна з найпростіших і водночас одна з найвидатніших з усіх японських гравюр».

## Опис
На початку осені, коли, як зазначено в назві, вітер південний, а небо чисте, схід сонця може забарвити гору Фудзі в червоний колір. Хокусай фіксує цей момент із композиційною абстракцією, але й з метеорологічною точністю, особливо у порівнянні з рештою серії. Три відтінки блакитного неба зображають три відтінки гори. Залишки снігу на вершині гори й темні тіні, що охоплюють ліс біля його основи, дуже точно передають час доби. Симетрична форма гори Фудзі на правій половині зображення врівноважена ніжними хмарами зліва, що створює дивовижну композицію.
Однак немає конкретної назви місця, на відміну від інших його робіт, тому місце, звідки було удавано, є загадкою.

## Відбитки

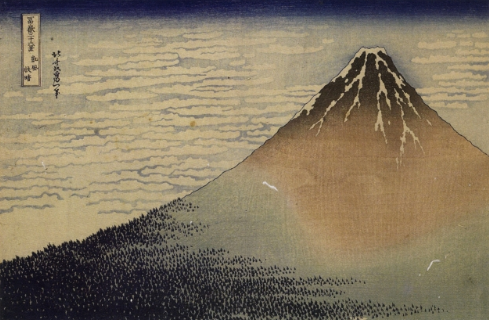
Ранній відбиток, іноді відомий як Рожева Фудзі (близько 1830).

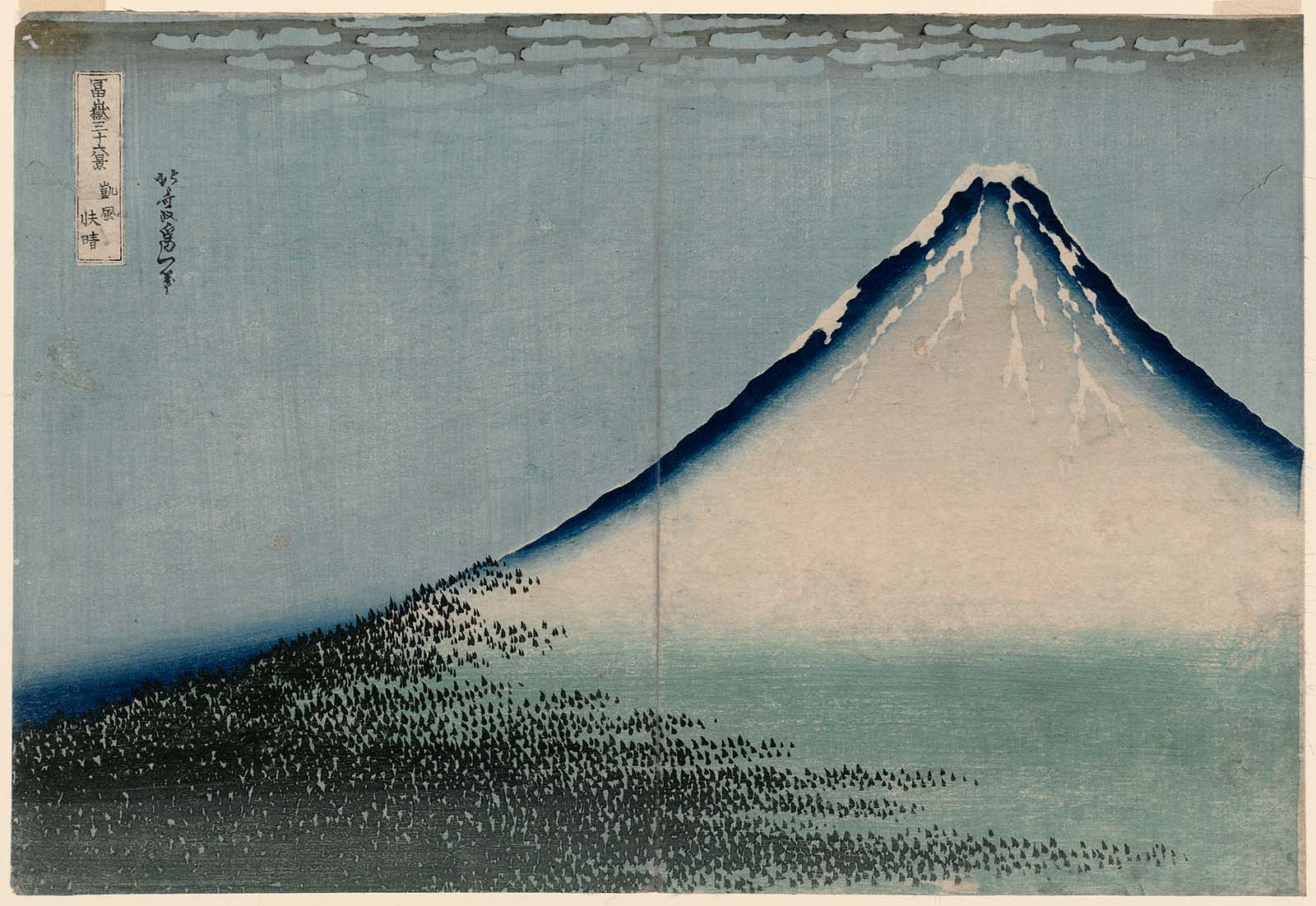
Інший варіант принту (1830).

Перші відбитки виглядають потьмянілими у порівнянні зі звичайними версіями, але вони ближчі до початкової концепції Хокусая. Вони відомі як відбитки Pink Fuji та дуже рідкісні. Ранні відбитки мають нерівномірне блакитне небо, яке збільшує яскравість неба і надає руху хмар. Пік винесений вперед ореолом прусського синього. Наступні відбитки мають сильний рівномірний синій тон, і художник додав новий блок, надрукувавши білі хмари на горизонті світло-блакитним кольором. Пізніші відбитки також зазвичай використовують сильний пігмент бенігара (бенгальський червоний), що дало картині загальну назву Червона Фудзі. Зелений колір блоку був перерізаний, показавши місце зустрічі між лісом та гірським схилом.
Альтернативний відбиток гравюри було зроблено із зовсім іншою кольоровою гамою. У цій версії хмари видно лише у верхній частині. Небо в основному представлене пласкою блідо-блакитною тоненькою смужкою сірого кольору на вершині та градуйованою смугою прусської блакитності вздовж горизонту, що тягнеться вгору схилом гори.

## Історичні відомості
«Тонкий вітер», «Ясний ранок», а також інший принт Хокусая з його відомого циклу "Тридцять шість поглядів на гору Фудзі ", «Велика хвиля біля Канагави», є, мабуть, найвідомішими творами японського мистецтва у світі. Обидва вони є чудовими зразками японського мистецтва укійо-е, «картинами плаваючого світу». Хоча укійо-е може зобразити що завгодно, від сучасного міського життя до класичної літератури, а зошити Хокусая показують, що його власні інтереси охоплювали не менш широкий діапазон, саме такі пейзажі принесли йому славу. Насичені кольори та стилізовані форми на таких принтах сприяли появі нових ідей в імпресіоністських та постімпресіоністських рухах через десятки років. Червону Фудзі в Японії шанують і оцінюють вище, ніж Велику хвилю, більш відому за кордоном.
Зображення можна знайти в музеях всього світу, зокрема і в Британському музеї, Музеї мистецтв Метрополітен та Музеї мистецтв Індіанаполіса.
У березні 2019 року на аукціоні в Нью-Йорку «Ніжний вітер. Ясний ранок» було продано за 507 000 доларів.